# トミー・ケイシー
トミー・ケイシー（英語: Tommy Casey、1930年3月11日 - 2009年1月13日）は、北アイルランドの元サッカー選手、元サッカー指導者。元北アイルランド代表。ポジションはMF。

## クラブ歴
1949年にリーズ・ユナイテッドFCに加入。その後、AFCボーンマスを経てニューカッスル・ユナイテッドFCで長く活躍した。1958年にポーツマスFC、翌年にブリストル・シティFCに移籍し、ブリストルでも長く活躍した。1963年にグロスター・シティAFCに移籍。
1965年にカナダに移籍し、欧州外でもプレーした。

## 代表歴
1955年4月20日のウェールズ代表戦で北アイルランド代表として初出場。その後1958 FIFAワールドカップに出場した。

## 家族
孫のコナー・ペインもオーストラリア代表のサッカー選手。